# Ordem do Mérito da Nova Zelândia

A Ordem do Mérito da Nova Zelândia (inglês: New Zealand Order of Merit) é uma ordem de cavalaria neozelandesa. Foi estabelecida em 30 de maio de 1996, pelo mandado real de Isabel II, Rainha da Nova Zelândia, "para aquelas pessoas que em qualquer campo de atuação prestaram serviço meritório à Coroa e à nação ou que se distinguiram por sua eminência, talentos, contribuições ou outros méritos ", para reconhecer serviço excepcional à Coroa e ao povo da Nova Zelândia em uma capacidade civil ou militar.[carece de fontes?]
Na ordem de precedência, a Ordem do Mérito da Nova Zelândia aparece imediatamente após a Ordem da Nova Zelândia.

## Criação
Antes de 1996, os neozelandeses receberam nomeações para várias ordens britânicas, como a Ordem do Banho, a Ordem de São Miguel e São Jorge, a Ordem do Império Britânico e a Ordem dos Companheiros de Honra, bem como a distinção Cavaleiro Celibatário.[carece de fontes?] A mudança surgiu após a criação do Comitê Consultivo de Honra do Primeiro Ministro (1995) para considerar e apresentar opções e sugestões sobre a estrutura do Sistema de Honras Reais da Nova Zelândia, que visa reconhecer o serviço meritório, galanteria e bravura e serviço longo ".

## Composição
O monarca da Nova Zelândia é o soberano da ordem e o governador-geral é seu chanceler. As nomeações são feitas em cinco níveis:
1. Grande Cavaleiro ou Grande Dama Companheira (GNZM)
2. Cavaleiro ou Dama Companheira (KNZM ou DNZM)
3. Companheiro ou Companheira (CNZM)
4. Oficial (ONZM)
5. Membro (MNZM)